# Opération Cerberus
Seconde Guerre mondiale
Batailles
Bataille de l'Atlantique
- Bataille des Caraïbes
- Blocus allié de l'Allemagne
- Guerre météorologique
- Bataille du Rio de la Plata
- Opération Berlin
- Bataille du détroit de Danemark
- Opération Neuland
- Torpedo Alley
- Opération Paukenschlag
- Opération Postmaster
- Opération Cerberus
- Opération Biting
- Opération Chariot
- Bataille du Saint-Laurent
- Opération Frankton
- Bataille de la mer de Barents
- Mai Noir
- Bataille du cap Nord
- Opération Stonewall
- Opération Teardrop

Front d'Europe de l'ouest

Front d'Europe de l'est

Campagnes d'Afrique, du Moyen-Orient et de Méditerranée

Guerre du Pacifique

Guerre sino-japonaise

Théâtre américain
L'opération Cerberus, couramment appelée Channel Dash (« ruée sur la Manche ») par les Britanniques, est le nom de code de l'opération allemande de repli en mer du Nord en février 1942 de trois gros bâtiments de la Kriegsmarine alors basés dans le port de Brest en Bretagne et ce en passant par le chemin le plus court, la Manche et le franchissement du pas de Calais.
L'opération qui prend par surprise les Britanniques est un succès bien que le croiseur Scharnhorst heurte deux mines, ce qui l'immobilise ensuite pendant trois mois. Mais ce succès tactique marque également le repli de la marine de surface allemande qui n'a alors plus aucun grand bâtiment en Atlantique Nord.

## Déroulement

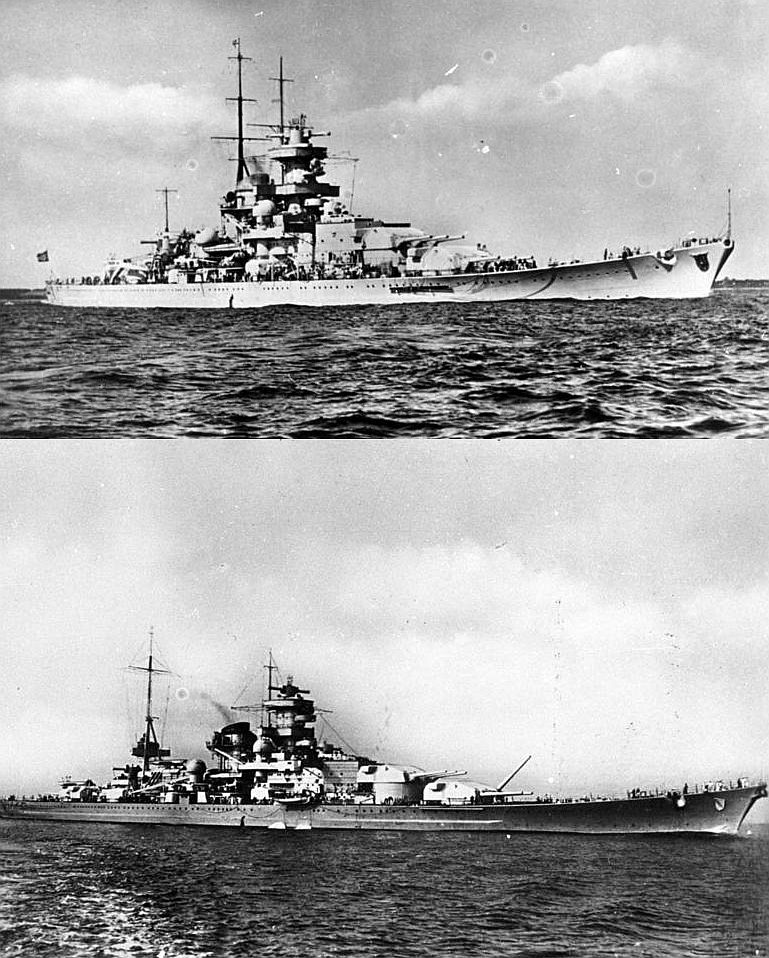
Le Gneisenau et le Scharnhorst.

Le 12 janvier 1942, Hitler prend la décision de rebaser les deux croiseurs de bataille, le Scharnhorst et le Gneisenau et le croiseur lourd Prinz Eugen, de Brest où ils se trouvaient depuis le printemps 1941 au port de Wilhelmshaven dans le nord de l'Allemagne. L'opération prend le nom de code « Cerberus ». Au début de février, des chasseurs de mines dégagent un passage à travers les champs de mines britanniques en Manche, activité que les Britanniques ne détectent pas. Le 11 février 1942, le Scharnhorst, le Gneisenau, le Prinz Eugen  appareillent de Brest de nuit. Ils sont escortés en Manche par six destroyers, 14 torpilleurs et 32 vedettes lance-torpilles, l'ensemble de cette flotte étant sous le commandement de l'amiral Ciliax. Pour tromper les services de renseignement britanniques et les résistants français qui leur fournissent des informations, des équipements coloniaux comme des casques ont été embarqués à bord les jours précédents.
Le groupe naval allemand va forcer par surprise le pas de Calais en plein jour, profitant du mauvais temps, et sous une importante couverture aérienne que le commandant du Groupe Ouest, le Generaladmiral Saalwächter, a obtenu de la Luftwaffe (opération Donnerkeil) ; 300 chasseurs de quatre escadres de chasse, dont une de combat de nuit, se relayent au-dessus de la Manche. Des bimoteurs Dornier spécialement équipés sont aussi mobilisés pour brouiller les communications alliées. Cette flotte aérienne est placée sous le commandement du général Galland.
La flotte allemande est d'abord repérée en Manche par des chasseurs du Fighter Command. Le Coastal Command et le Bomber Command ne sont prévenus que tardivement et, si près de 650 avions de la Royal Air Force sont engagés, dont près de 250 bombardiers, aucun coup au but n'est enregistré. L'aviation britannique perd 42 avions abattus par les Messerschmitt allemands. Seuls six Swordfish de la Fleet Air Arm, emmenés par le Lieutnant Commander Eugene Esmonde (en), qui a reçu la veille le Distinguished Service Order pour l'attaque qu'il a conduite neuf mois auparavant contre le cuirassé Bismarck réussissent à approcher l'escadre allemande : les appareils anglais, lents et obsolètes, sont tous abattus et treize des dix-huit aviateurs sont tués. Eugene Esmonde sera décoré de la Victoria Cross à titre posthume.
Les batteries côtières anglaises ouvrent le feu sur des cibles masquées par le brouillard. Les quelques unités, principalement des destroyers, de la Royal Navy sous le commandement de l'amiral Ramsay chargées de la défense du pas de Calais, revenues d'un exercice de tir en Mer du Nord, sont repoussées par le tir des grands navires allemands. Le destroyer HMS Worcester (D96) (en) est gravement touché et a 17 tués et 45 blessés. Les Britanniques mouillent rapidement quelques mines, avec succès puisque le Gneisenau en heurte une, avec de faibles dégâts, mais le Scharnhorst en heurte deux, ce qui nécessitera 3 mois de réparations. Néanmoins, les Britanniques ne peuvent empêcher le passage des bâtiments allemands.
Derrière cette opération se cache en réalité un repli opérationnel : les Allemands refusent désormais les sorties en Atlantique, trop dangereuses. Hitler veut tenir à disposition les unités de surface de la Kriegsmarine pour contrer un éventuel débarquement en Norvège, qu'il croit très probable depuis les opérations britanniques de décembre 1941.

## Documentaires télévisés
- Milieu du 3e épisode : Des plans infaillibles, de la série : Les grandes erreurs militaires, sur Planète+.